# Gentiana robusta
Gentiana robusta là một loài thực vật có hoa trong họ Long đởm. Loài này được King ex Hook.f. mô tả khoa học đầu tiên năm 1883.